# Loosahatchie River
Der Loosahatchie River ist ein 103 km langer Nebenfluss des Mississippi im südwestlichen Tennessee. Mit Ausnahme weniger Kilometer nahe der Mündung, in seinem Quellgebiet und im Mittellauf wurde der Fluss und seine Zuflüsse stark begradigt, um der Bewässerung der Landwirtschaft zu dienen. Sein Einzugsgebiet war einst Zentrum ausgedehnter Plantagen für Baumwolle, die durch die starke Urbanisierung der letzten Jahrzehnte verdrängt wurden. Der Name des Flusses ist teilweise redundant, weil hatchie in mehreren Sprachen der Indianer des Südostens Fluss bedeutet.

## Verlauf
Der Loosahatchie River entspringt im Westen des Hardeman County und fließt  bis zu seiner Mündung grob von Osten nach Westen. Der Fluss erreicht das Fayette County, durchfließt Somerville und wird westlich der Stadt im einzigen unbegradigten Abschnitt seines Mittellaufes von der Interstate 40 überquert, bevor er das Shelby County erreicht. Seine Mündung liegt etwas nördlich von Frayser, einem Vorort von Memphis, wo sich an der Mud Island nördlich der Mündung des Wolf River mit dem Mississippi River vereinigt. Kurz unterhalb dieser Mündung liegt im Hauptarm des Flusses die nach dem Loosahatchie River benannte Untiefe Loosahatchie Bar.

## Hydrologie
Der United States Geological Survey betreibt bei Arlington seit 1969 einen Pegel (Referenznummer: 07030240, geographische Koordinaten: 35° 18′ 39,1″ N, 89° 38′ 22,1″ W). Das Einzugsgebiet oberhalb dieses Punktes umfasst eine Fläche von 678 km². Die Abflussmenge im langjährigen Durchschnitt zwischen 1970 und 2011 beträgt 11,2 m³/s Die seitdem höchste Abflussmenge wurde hier am 2. Mai 2010 mit 840 m³/s verzeichnet. Die niedrigste Abflussmenge mit etwa 1,9 m³ am 6. April 1974.

## Belege
1. 1 2  07030240 LOOSAHATCHIE RIVER NEAR ARLINGTON. (PDF; 104 kB) In: Water-Data Report 2011. United States Geological Survey, S. 3, abgerufen am 17. Juli 2012 (englisch).